# Sandra Speichert
Sandra Speichert, née le 22 janvier 1971 à Bâle en Suisse, est une actrice franco-allemande.

## Biographie

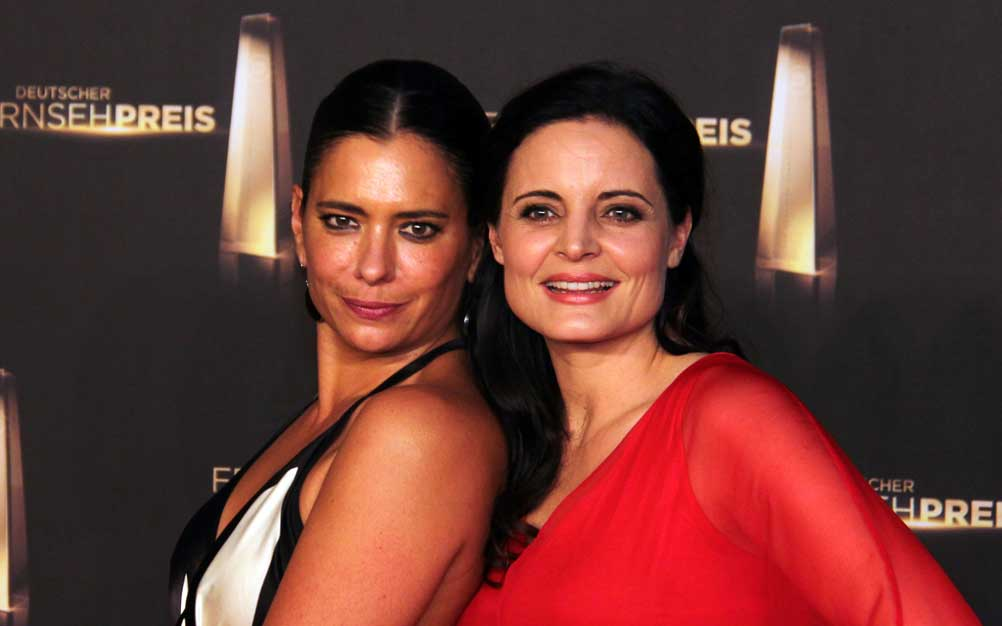
Sandra Speichert et Elisabeth Lanz en 2012.

Sandra Speichert s'installe en France à l'âge de cinq ans. Parfaitement bilingue allemand et français, elle parle également anglais, espagnol, flamand et suisse allemand. 
Après des cours de théâtre au Cours Florent à Paris, elle débute en tenant des rôles dans des séries comme Premiers Baisers et Extrême Limite. Elle est ensuite révélée en tenant le rôle féminin principal dans le film Profil bas, réalisé par Claude Zidi et dans lequel elle donne la réplique à Patrick Bruel. Sa prestation dans ce film lui vaut en 1994 le Prix Romy-Schneider. 
Elle mène ensuite principalement une carrière à la télévision, en se partageant entre la France et l'Allemagne.

## Filmographie partielle

### Actrice
- 2009 : Le Secret d'une vie (Barbara Wood – Karibisches Geheimnis) (téléfilm) : Abby Tyler
- 2007 : Les Bleus, premiers pas dans la police - série TV : Vivianne Meyer
- 2006 : Mitten im Leben
- 2006 : Sous les vents de Neptune - film TV
- 2006 : Liebe ist das schönste Geschenk
- 2006 : Das ist mein Mauritius - film TV
- 2006 : Special moments
- 2005 : Aux couleurs de l'arc-en-ciel
- 2005 : Böse Nacht geschichten - série TV
- 2005 : Ich leih’ mir eine Familie (de)
- 2004 : Andersrum (de)
- 2003 : Zwei Männer und ein Baby (de)
- 2003 : Je veux un bébé ! (Ein Mann für den 13ten) - film TV : Stephanie Jakob
- 2003 : Rotlicht – Im Dickicht der Großstadt
- 2003 : Gelübde des Herzens
- 2002 : Zwischen Himmel und Erde
- 2002 : Tödliches Rendezvous
- 2001 : Scheidung mit Hindernissen (de)
- 2001 : Largo Winch - film TV
- 1999 : Mémoire de sang (TV)
- 1999 : Le Temps des orages (de) (Sturmzeit) - mini-série
- 1999 : Versprich mir, dass es den Himmel gibt (de)
- 1998 : Kai Rabe gegen die Vatikankiller (de)
- 1998 : Der Campus
- 1998 : Les Marmottes - mini-série télévisée : Samantha
- 1996 : Die Halbstarken - téléfilm
- 1995 : Dans la Cour des grands de Florence Strauss
- 1994 : La Rivière Espérance - mini-série télévisée : Virginie
- 1993 : Profil bas : Claire
- 1992 : Extrême Limite - série télévisée
- 1992 : Premiers Baisers - série télévisée

## Théâtre
- Le Cid de Corneille (mise en scène Raymond Acquaviva)
- Une envie de tuer de X. Durringer (mise en scène R. Acquaviva)
- L'Invitation au château de J. Anouilh (mise en scène M. Thomann)
- La Double Inconstance de Marivaux (mise en scène R. Acquaviva)

## Distinctions
- 1998 : U.C.I. FILMPREIS 1998 - Düsseldorf, Allemagne
- 1994 : Prix Romy-Schneider - Paris, France